# Ris (Puy-de-Dôme)
Pour les articles homonymes, voir RIS.
Ris est une commune française, située dans le département du Puy-de-Dôme en région Auvergne-Rhône-Alpes.

## Géographie

### Localisation
La commune de Ris est située au nord-est du département du Puy-de-Dôme, à mi-chemin entre Thiers et Vichy (sous-préfecture de l'Allier).
Elle se compose de plusieurs lieux-dits :
- Bardonnet, au sud de la commune, à la frontière avec Châteldon, accessible par la D 113 ;
- Calleville (ou Calville[2]), au nord de la commune, à la frontière communale avec Mariol et départementale avec l'Allier ;
- Croix-de-Pierre, à l'ouest, sur la D 906.

Huit communes sont limitrophes, dont trois dans le département limitrophe de l'Allier :
| Mariol | Busset        | Arronnes  |
| Mons   | Ris           | Lachaux   |
| Limons | Puy-Guillaume | Châteldon |

### Géologie et relief
La commune s'étend sur 1 576 hectares ou 15,76 km2. Son altitude varie entre 259 et 593 mètres ; le point le plus haut étant localisé au sud-est de la commune, aux Ongheons. Le bourg se situe à 327 mètres d'altitude.

### Hydrographie
Le confluent de la Dore et de l'Allier se trouve sur son territoire et constitue le point frontière avec le département de l'Allier.

### Voies de communication et transports

#### Voies routières
Sur le territoire de la commune de Ris, la route départementale 906 est la principale route reliant Le Puy-en-Velay à Vichy via La Chaise-Dieu, Ambert, Thiers et Puy-Guillaume.
Le territoire communal est également desservi par quatre routes départementales :
- la D 43, reliant à l'ouest Maringues et Limons d'une part et à l'est de la D 906 le chef-lieu de la commune, puis en montant en direction des Murs du Temple, jusqu'à la frontière avec la commune de Lachaux et à celle du département de l'Allier (D 175 en provenance de Busset) ;
- la D 43d reliant Chez Bulaigues à la D 906 aux Varnes ;
- la D 113 reliant le centre du village de Ris à Châteldon ;
- la D 906d, au nord de Ris-Gare, desservant le lieu-dit La Maison Blanche, et continuant au nord vers Mariol et le camping du Marrant.

L'autoroute la plus proche est l'A89, située sur la commune de Thiers ; l'échangeur 29 permet de rejoindre Lyon ou Clermont-Ferrand.

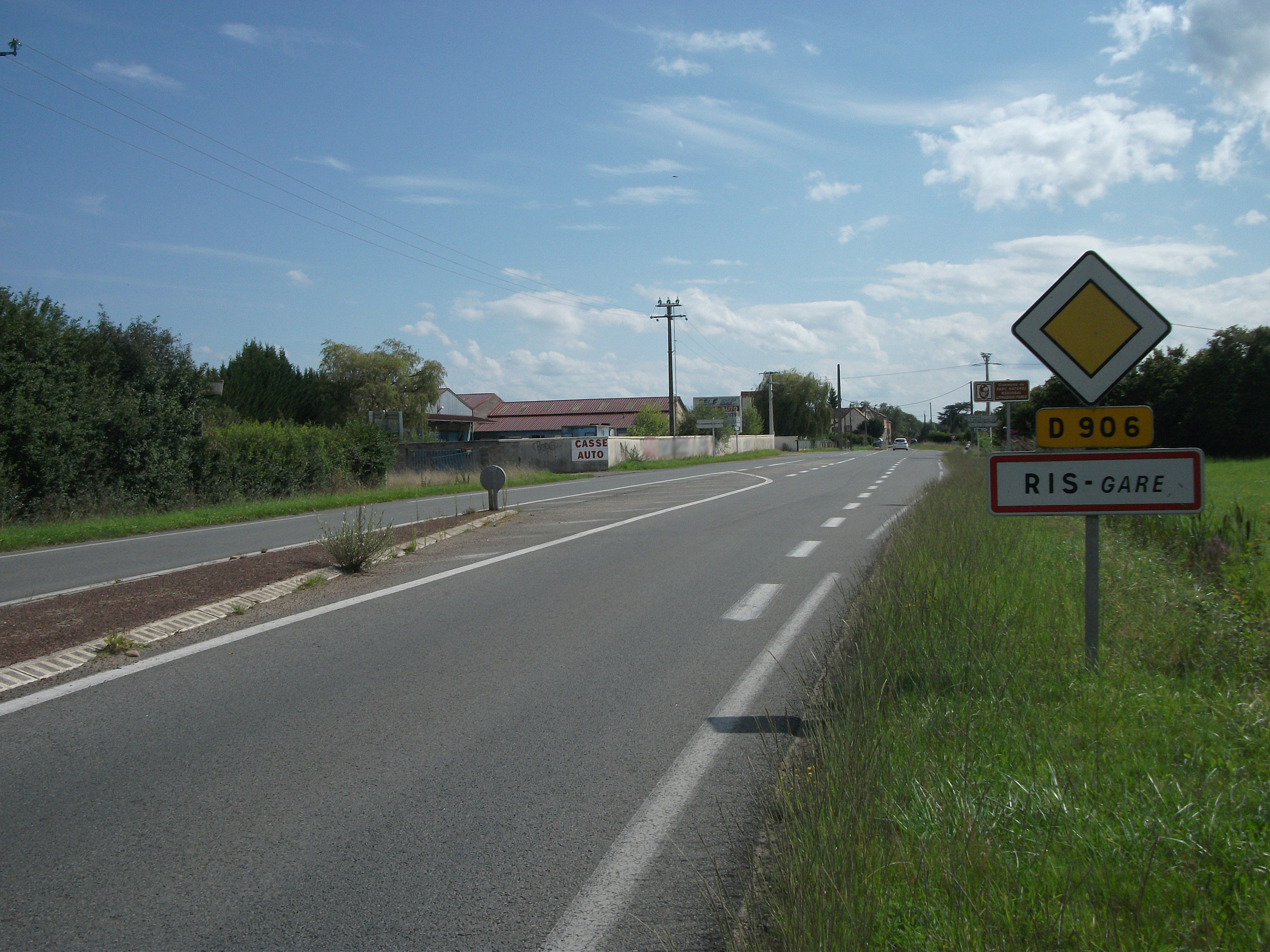
Ris-Gare est traversée par la D 906.
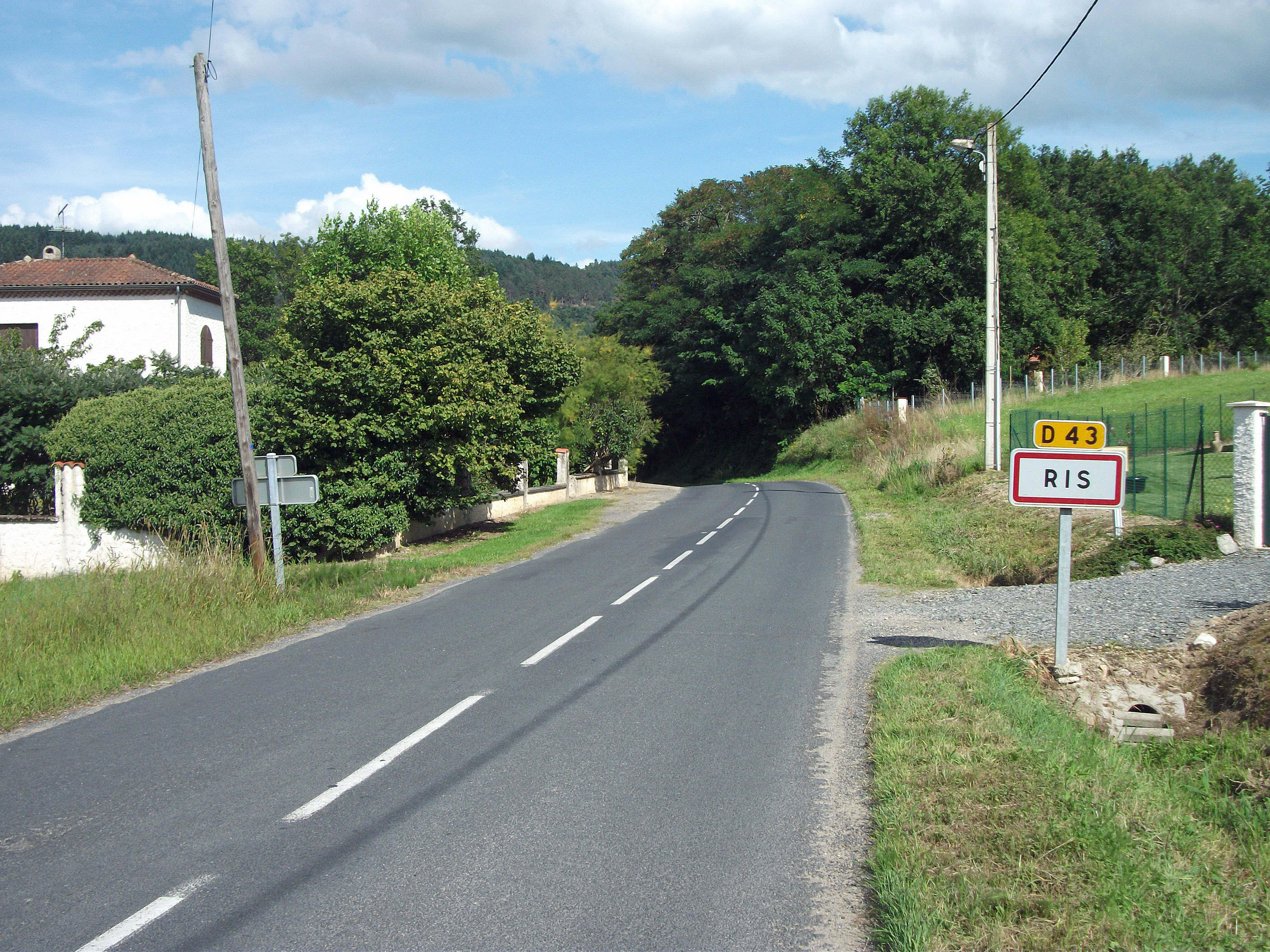
Entrée de Ris par la D 43.
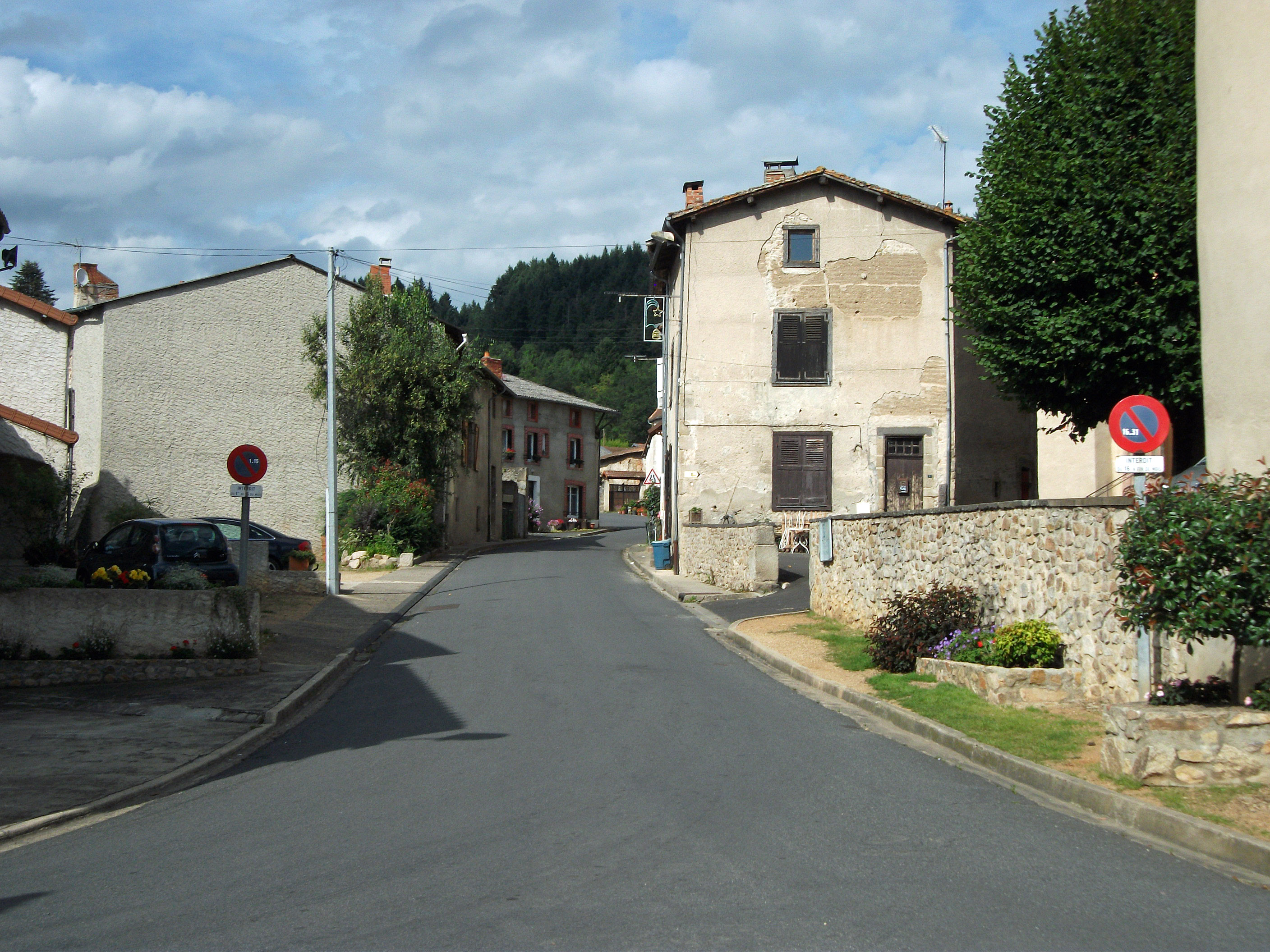
La D 43 en direction de Lachaux.
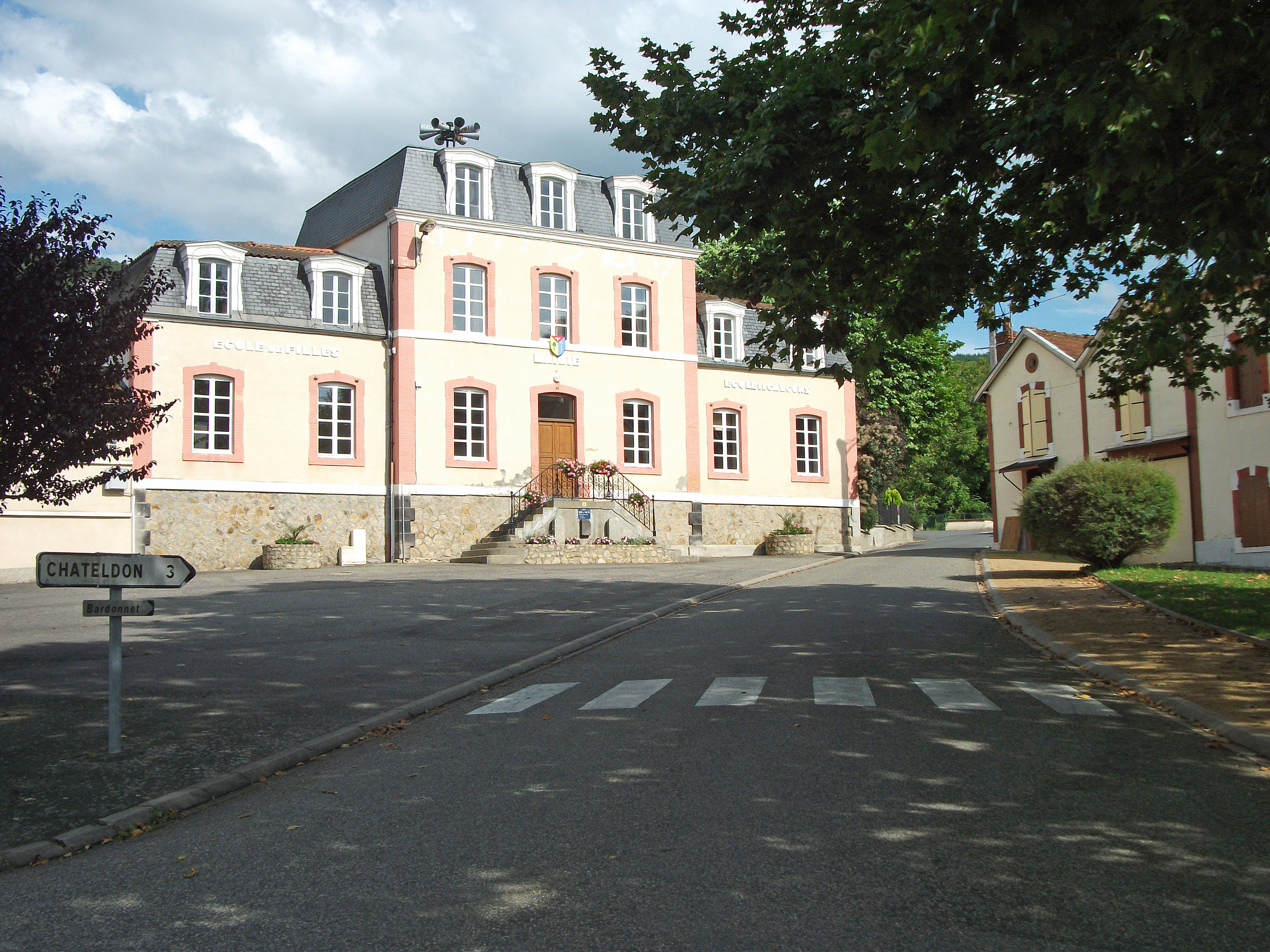
La mairie et la D 113 en direction de Châteldon.

#### Transport ferroviaire
La commune est traversée par la ligne de Saint-Germain-des-Fossés à Darsac fermée au service des voyageurs. La gare la plus proche et ouverte au service des voyageurs est la gare de Vichy située à quinze kilomètres au nord et permet des liaisons avec Clermont-Ferrand, Paris et Lyon. Au sud, la gare de Thiers est desservie par les trains régionaux de l'axe Clermont-Ferrand – Saint-Étienne.

#### Transports en commun
La commune est desservie par trois lignes d'autocars :
| Réseau                   | Ligne | Tracé                                                                   |
| ------------------------ | ----- | ----------------------------------------------------------------------- |
| TER Auvergne-Rhône-Alpes | 19    | Vichy (gare routière) ↔ Ris (abri bus) ↔ Thiers ↔ Pont-de-Dore ↔ Ambert |
| Cars Région Puy-de-Dôme  | P55   | Ris (stade, mairie) ↔ Puy-Guillaume ↔ Ris (gare) ↔ Vichy                |
| Cars Région Puy-de-Dôme  | P56   | Limons ↔ Ris (mairie, stade, gare) ↔ Châteldon ↔ Puy-Guillaume ↔ Thiers |

### Climat
Pour des articles plus généraux, voir Climat d'Auvergne-Rhône-Alpes et Climat du Puy-de-Dôme.
En 2010, le climat de la commune est de type climat des marges montargnardes, selon une étude du Centre national de la recherche scientifique s'appuyant sur une série de données couvrant la période 1971-2000. En 2020, Météo-France publie une typologie des climats de la France métropolitaine dans laquelle la commune est exposée à un climat de montagne ou de marges de montagne et est dans la région climatique  Nord-est du Massif Central, caractérisée par une pluviométrie annuelle de 800 à 1 200 mm, bien répartie dans l’année. 
Pour la période 1971-2000, la température annuelle moyenne est de 10,8 °C, avec une amplitude thermique annuelle de 16,5 °C. Le cumul annuel moyen de précipitations est de 942 mm, avec 11,6 jours de précipitations en janvier et 8,4 jours en juillet. Pour la période 1991-2020, la température moyenne annuelle observée sur la station météorologique de Météo-France la plus proche, « Mayet-de-Montagne », sur la commune du Mayet-de-Montagne à 15 km à vol d'oiseau, est de 10,9 °C et le cumul annuel moyen de précipitations est de 979,2 mm,. Pour l'avenir, les paramètres climatiques de la commune estimés pour 2050 selon différents scénarios d'émission de gaz à effet de serre sont consultables sur un site dédié publié par Météo-France en novembre 2022.

## Urbanisme

### Typologie
Au 1er janvier 2024, Ris est catégorisée commune rurale à habitat dispersé, selon la nouvelle grille communale de densité à sept niveaux définie par l'Insee en 2022.
Elle est située hors unité urbaine. Par ailleurs la commune fait partie de l'aire d'attraction de Vichy, dont elle est une commune de la couronne,. Cette aire, qui regroupe 50 communes, est catégorisée dans les aires de 50 000 à moins de 200 000 habitants,.

### Occupation des sols
L'occupation des sols de la commune, telle qu'elle ressort de la base de données européenne d’occupation biophysique des sols Corine Land Cover (CLC), est marquée par l'importance des forêts et milieux semi-naturels (61,9 % en 2018), en diminution par rapport à 1990 (63,3 %). La répartition détaillée en 2018 est la suivante : 
forêts (61,9 %), prairies (28,2 %), zones urbanisées (5,1 %), zones agricoles hétérogènes (4,8 %). L'évolution de l’occupation des sols de la commune et de ses infrastructures peut être observée sur les différentes représentations cartographiques du territoire : la carte de Cassini (XVIIIe siècle), la carte d'état-major (1820-1866) et les cartes ou photos aériennes de l'IGN pour la période actuelle (1950 à aujourd'hui).

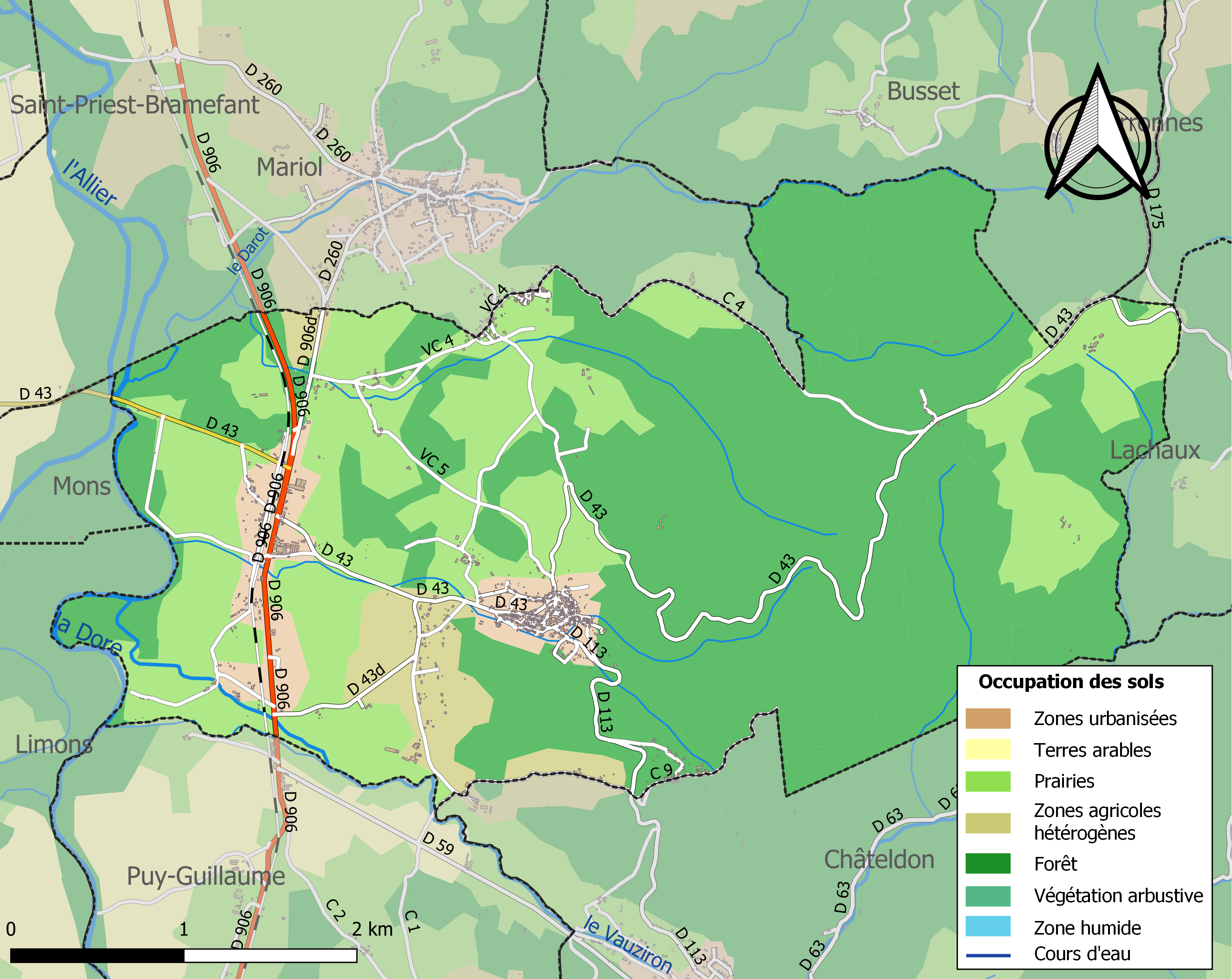
Carte des infrastructures et de l'occupation des sols de la commune en 2018 (CLC).

### Logement
En 2012, la commune comptait 438 logements, contre 422 en 2007. Parmi ces logements, 74,5 % étaient des résidences principales, 11,7 % des résidences secondaires et 13,8 % des logements vacants. Ces logements étaient pour 97,1 % d'entre eux des maisons individuelles et pour 2 % des appartements.
La proportion des résidences principales, propriétés de leurs occupants était de 81,5 %, en hausse sensible par rapport à 2007 (81 %). La part de logements HLM loués vides était de 0,9 % (contre 1 %).

### Risques naturels et technologiques
Le territoire de la commune de Ris est soumis aux risques naturels suivants : feu de forêt, inondation,, ainsi qu'à deux risques technologiques : rupture de barrage et transport de matières dangereuses,. La commune a élaboré un DICRIM.
Un plan des surfaces submersibles applicable à la rivière Allier et concernant la commune de Ris a été approuvé par arrêté préfectoral du 17 octobre 1969. La dernière inondation majeure de la Dore et de l'Allier remonte à 1866 ; c'est 'un des deux types d'inondation recensés dans la commune avec celui touchant les ruisseaux du Vauziron, de Calleville et du Saut du Loup.
La commune est également concernée par le risque de retrait-gonflement des sols argileux, à aléa faible sur la partie ouest, par le risque sismique (zone de sismicité modérée, niveau 3), et par le feu de forêt, plus important sur la partie orientale.
La rupture du barrage de Naussac, en Lozère, entraîne un risque d'inondation de la rivière Allier. Le risque transports de matières dangereuses concerne plus la présence d'une voie ferrée que la route départementale 906. Au moins une canalisation de gaz naturel passe dans la commune.

## Histoire

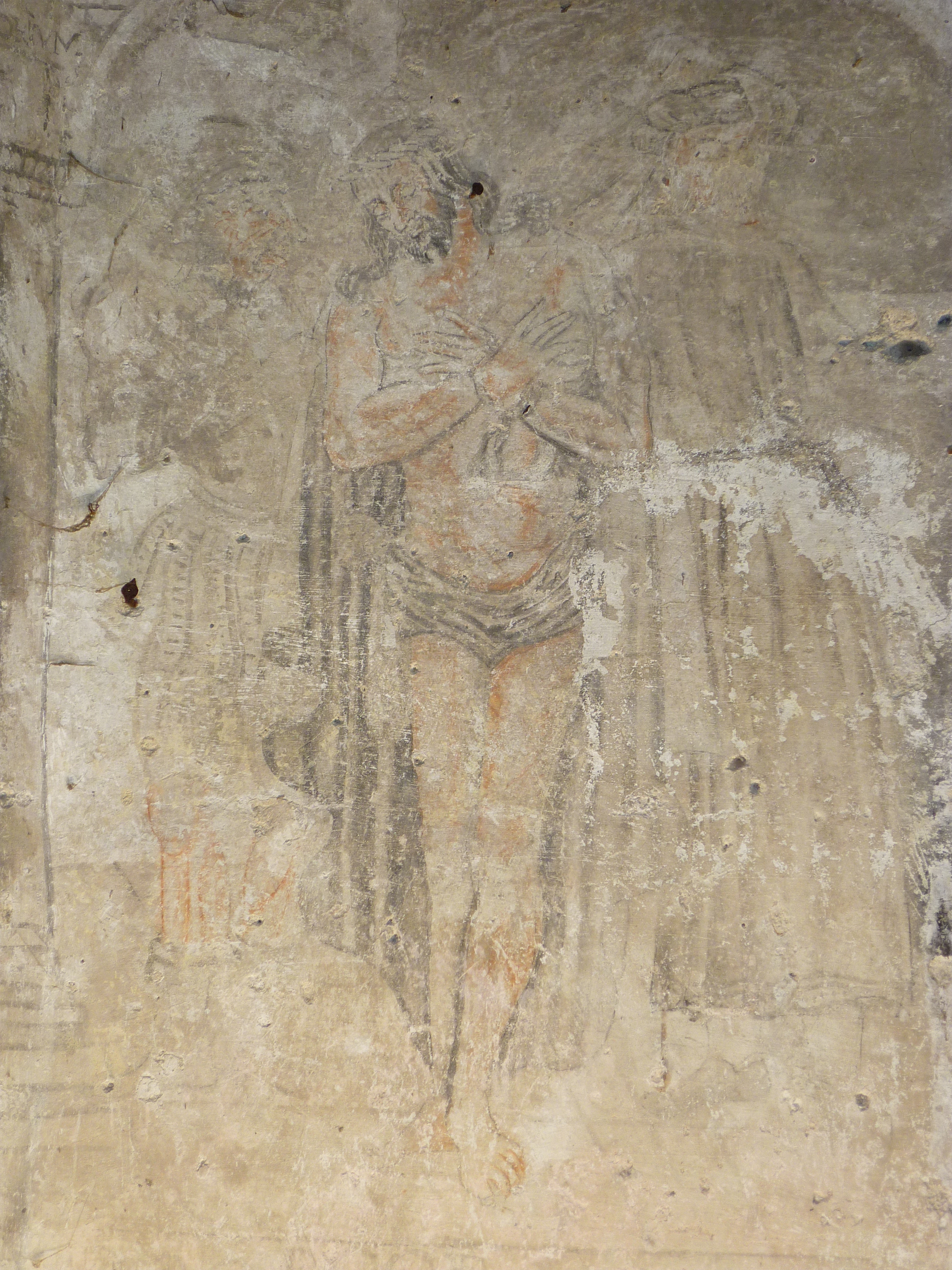
Une fresque de la tour principale.

En 952, Amblard, archevêque de Lyon, fait don à Cluny d'une villa et de dépendances pour y établir une celle dévolue à Saint-Pierre. Pour constituer cette donation, Amblard a acquis de plusieurs personnes un ensemble de biens dans cette même villa dénommée alors Nimsiacus. Une communauté monastique y a été établie en 952.
Puis une deuxième donation à la mort d'Amblard en 978 permet d'établir une celle plus importante : l'église Sainte-Agathe (aujourd'hui nommée Sainte Croix) a été élevée de 979 à 985, ce qui en fait une des plus anciennes églises d'Auvergne.
Par ailleurs, la commune est membre de la Fédération des sites clunisiens.

## Politique et administration

### Administration municipale
Le conseil municipal suivant l'élection municipale de 2014 a désigné trois adjoints.

### Liste des maires

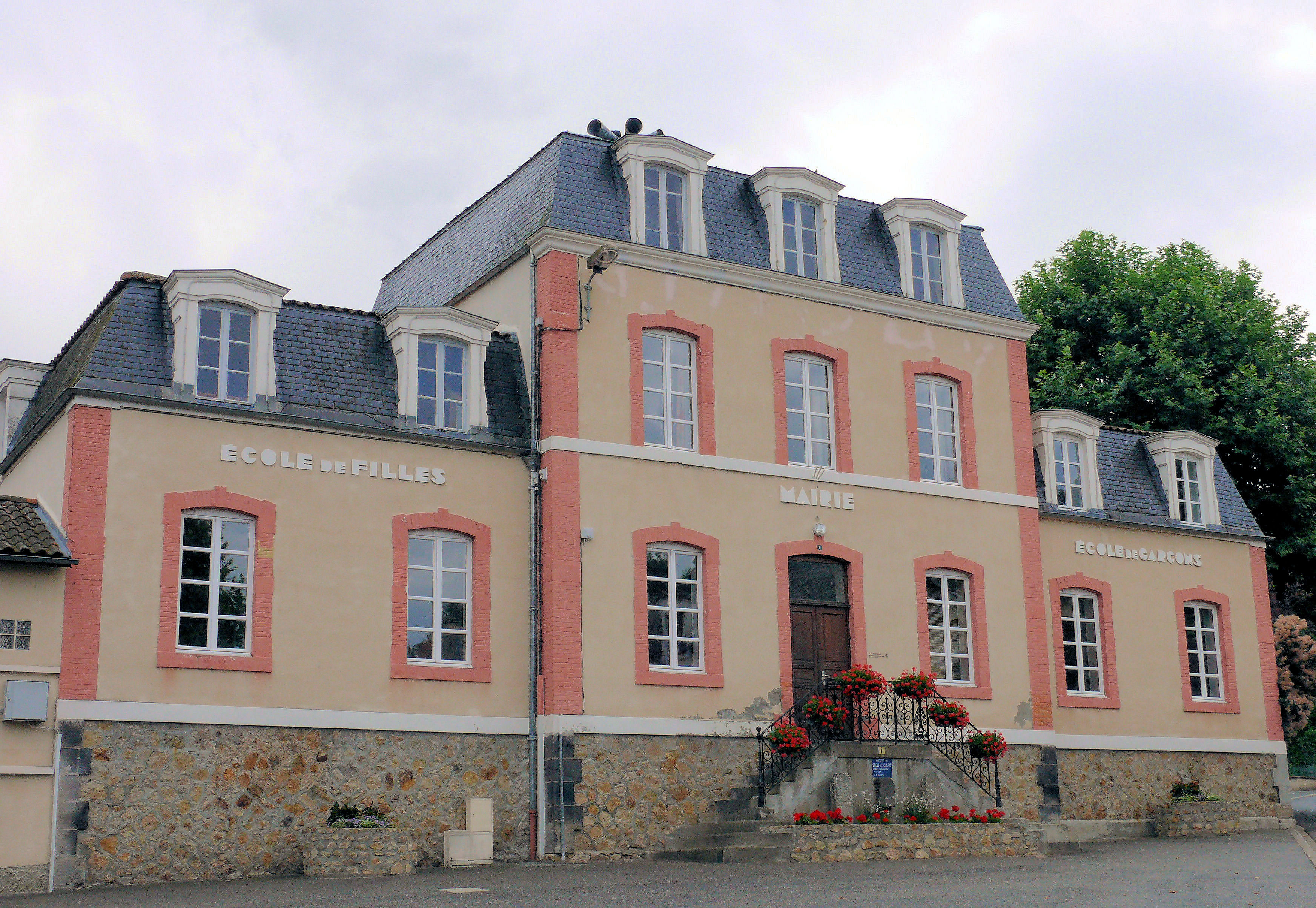
Mairie - école.

En 1878, le conseil municipal a décidé de construire un groupe scolaire ; la mairie siège dans ce bâtiment.
| Période        | Période                      | Identité                 | Étiquette | Qualité        |
| -------------- | ---------------------------- | ------------------------ | --------- | -------------- |
| 1794           | 1795                         | Jean Vata                |           |                |
| 1795           | 1801                         | Antoine Senectaire       |           |                |
| 1801           | 1821                         | Jean Moussier            |           |                |
| 1821           | 1830                         | Blaise Delaire           |           |                |
| 1830           | 1831                         | Simon Lamotte            |           |                |
| 1831           | 1833                         | Mary Rabourg             |           |                |
| 1833           | 1842                         | Joseph Vialon            |           |                |
| 1842           | 1846                         | Alexandre Monteil        |           |                |
| 1846           | 1876                         | Ulysse Lapeyre           |           |                |
| 1876           | 1878                         | Jean-Baptiste Bourdelier |           |                |
| 1878           | 1882                         | Camille Thave            |           |                |
| 1882           | 1883                         | Louis Périchon           |           |                |
| 1883           | 1912                         | Camille Thave            |           |                |
| 1912           | 1919                         | Jean Randier             |           |                |
| 1919           | 1929                         | Pierre Mavel             |           |                |
| 1929           | 1945                         | Ernest Thave             |           |                |
| 1945           | 1947                         | Jean Goigoux             |           |                |
| 1947           | 1953                         | Joseph Purier            |           |                |
| 1953           | 1989                         | Roger Gout               |           |                |
| mars 1989      | 2001                         | Germain Bouyssoux        |           |                |
| mars 2001      | 3 juillet 2020               | Bernard Garcia           |           |                |
| 3 juillet 2020 | En cours (au 5 juillet 2020) | Georges Lopez            |           | Ancien artisan |

### Rattachements administratifs et électoraux
Sur le plan administratif, Ris dépendait du district de Thiers en 1793 puis de l'arrondissement de Thiers depuis 1801. De 1793 à mars 2015, Ris faisait partie du canton de Châteldon. À la suite du redécoupage des cantons du département, la commune est désormais rattachée au canton de Maringues.
Sur le plan judiciaire, Ris dépend de la cour administrative d'appel de Lyon, de la cour d'appel de Riom, de la cour d'assises du Puy-de-Dôme, du tribunal d'instance de Thiers, des tribunaux administratif, de grande instance et de commerce de Clermont-Ferrand.

## Population et société

### Démographie

#### Évolution démographique
L'évolution du nombre d'habitants est connue à travers les recensements de la population effectués dans la commune depuis 1793. Pour les communes de moins de 10 000 habitants, une enquête de recensement portant sur toute la population est réalisée tous les cinq ans, les populations de référence des années intermédiaires étant quant à elles estimées par interpolation ou extrapolation. Pour la commune, le premier recensement exhaustif entrant dans le cadre du nouveau dispositif a été réalisé en 2008.

En 2022, la commune comptait 735 habitants, en évolution de −5,89 % par rapport à 2016 (Puy-de-Dôme : +2,1 %, France hors Mayotte : +2,11 %).
| 1793  | 1800  | 1806  | 1821  | 1831  | 1836  | 1841  | 1846  | 1851  |
| ----- | ----- | ----- | ----- | ----- | ----- | ----- | ----- | ----- |
| 1 389 | 1 206 | 1 612 | 1 426 | 1 534 | 1 516 | 1 512 | 1 509 | 1 502 |

| 1856  | 1861  | 1866  | 1872  | 1876  | 1881  | 1886  | 1891  | 1896  |
| ----- | ----- | ----- | ----- | ----- | ----- | ----- | ----- | ----- |
| 1 382 | 1 355 | 1 449 | 1 408 | 1 389 | 1 377 | 1 441 | 1 531 | 1 519 |

| 1901  | 1906  | 1911  | 1921  | 1926  | 1931  | 1936 | 1946 | 1954 |
| ----- | ----- | ----- | ----- | ----- | ----- | ---- | ---- | ---- |
| 1 512 | 1 508 | 1 414 | 1 056 | 1 042 | 1 005 | 902  | 813  | 819  |

| 1962 | 1968 | 1975 | 1982 | 1990 | 1999 | 2006 | 2008 | 2013 |
| ---- | ---- | ---- | ---- | ---- | ---- | ---- | ---- | ---- |
| 839  | 767  | 727  | 764  | 716  | 681  | 722  | 734  | 782  |

| 2018 | 2022 | - | - | - | - | - | - | - |
| ---- | ---- | - | - | - | - | - | - | - |
| 748  | 735  | - | - | - | - | - | - | - |

#### Pyramide des âges
En 2018, le taux de personnes d'un âge inférieur à 30 ans s'élève à 29,3 %, soit en dessous de la moyenne départementale (34,2 %). À l'inverse, le taux de personnes d'âge supérieur à 60 ans est de 31,1 % la même année, alors qu'il est de 27,9 % au niveau départemental.
En 2018, la commune comptait 372 hommes pour 376 femmes, soit un taux de 50,27 % de femmes, légèrement inférieur au taux départemental (51,59 %).
Les pyramides des âges de la commune et du département s'établissent comme suit.
| Hommes | Classe d’âge | Femmes |
| ------ | ------------ | ------ |
| 0,3    | 90 ou +      | 1,9    |
| 5,9    | 75-89 ans    | 7,4    |
| 23,9   | 60-74 ans    | 22,6   |
| 23,9   | 45-59 ans    | 21,8   |
| 16,4   | 30-44 ans    | 17,3   |
| 11,8   | 15-29 ans    | 12,0   |
| 17,7   | 0-14 ans     | 17,0   |

| Hommes | Classe d’âge | Femmes |
| ------ | ------------ | ------ |
| 0,7    | 90 ou +      | 2,1    |
| 7,4    | 75-89 ans    | 10,2   |
| 17,7   | 60-74 ans    | 18,6   |
| 20,2   | 45-59 ans    | 19,2   |
| 18,4   | 30-44 ans    | 17,4   |
| 18,6   | 15-29 ans    | 17,2   |
| 17     | 0-14 ans     | 15,3   |

### Enseignement
Ris dépend de l'académie de Clermont-Ferrand. Elle gère une école élémentaire publique.
Les élèves poursuivent leur scolarité au collège de Puy-Guillaume, puis au lycée Montdory de Thiers pour les élèves de seconde des filières générales et technologiques ou des première et terminale des filières générales et de la filière technologique STMG ; ou au lycée Jean-Zay pour les premières et terminales STI2D.
Néanmoins, la commune bénéficie d'une double sectorisation : les lycéens peuvent être scolarisés à Cusset, au lycée de Presles (renommé lycée Albert-Londres).

### Sports

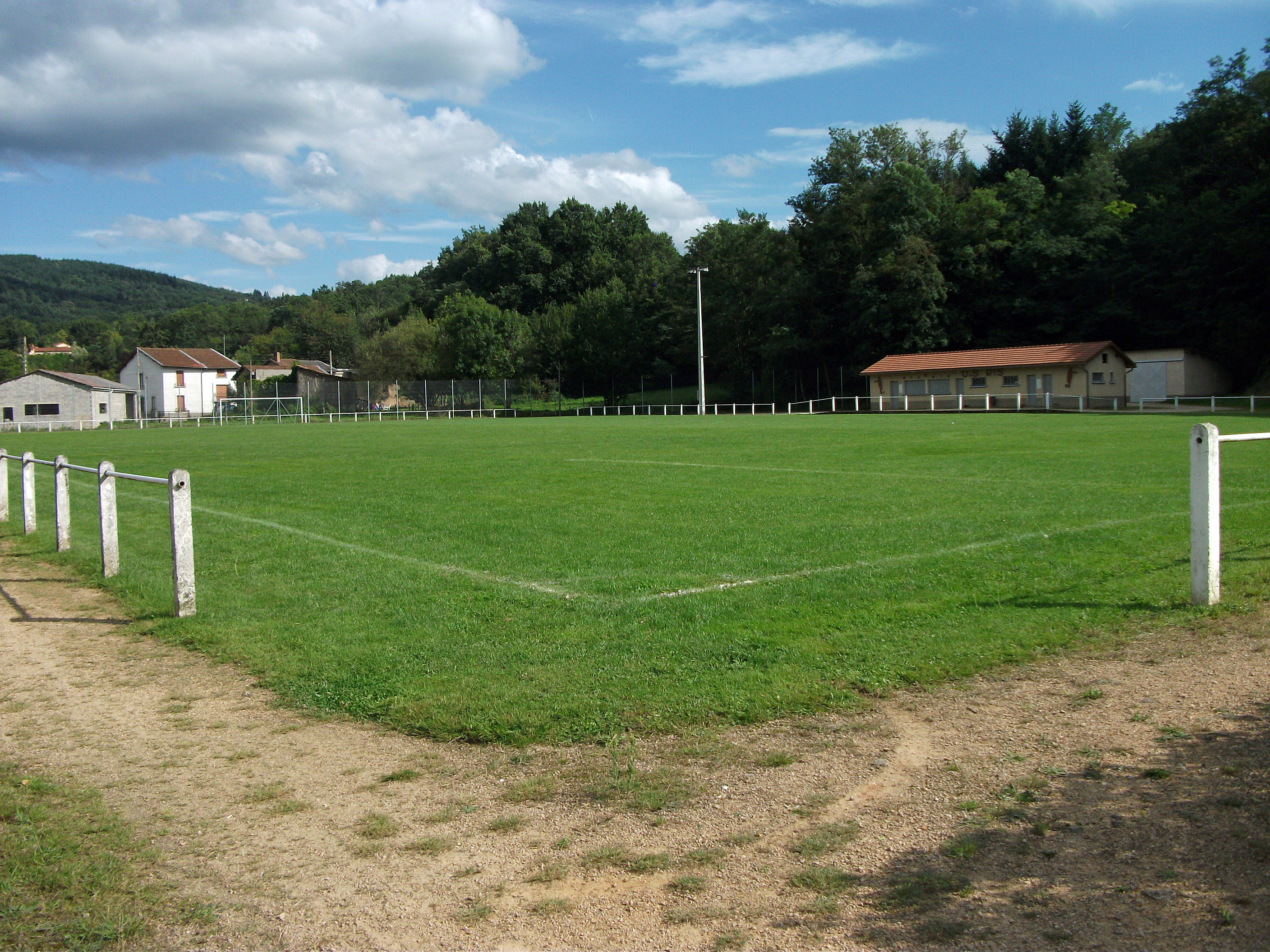
Stade municipal.

La commune possède un stade sur la rue de la Gare : le stade municipal des Jonchères.
Il existe un club de foot (Union sportive rissoise) et un club de pétanque (pétanque rissoise).

## Économie

### Revenus de la population et fiscalité
En 2011, le revenu fiscal médian par ménage s'élevait à 23 944 €, ce qui plaçait Ris au 26 502e rang des communes de plus de 49 ménages en métropole.

### Emploi
En 2012, la population âgée de 15 à 64 ans s'élevait à 500 personnes, parmi lesquelles on comptait 70,7 % d'actifs dont 57,1 % ayant un emploi et 13,6 % de chômeurs.
On comptait 97 emplois dans la zone d'emploi. Le nombre d'actifs ayant un emploi résidant dans la zone étant de 289, l'indicateur de concentration d'emploi est de 33,5 %, ce qui signifie que la commune offre moins d'un emploi par habitant actif.
239 des 289 personnes âgées de 15 ans ou plus (soit 82,9 %) sont des salariés. La majorité des actifs (43,1 %) travaillent dans une autre commune du département, et même 36,6 % dans un autre département de la région de résidence.

### Entreprises
Au 1er janvier 2014, Ris comptait 39 entreprises : huit dans l'industrie, neuf dans la construction, vingt dans le commerce, les transports et les services divers et deux dans le secteur administratif.
En outre, elle comptait 44 établissements.

### Agriculture
Au recensement agricole de 2010, la commune comptait neuf exploitations agricoles. Ce nombre est stable par rapport à 2000 et en baisse par rapport à 1988 (9). La superficie agricole utilisée sur ces exploitations était de 265 hectares en 2010, dont 59 ha allouées aux terres labourables et 206 ha toujours en herbe.

### Commerce et services
La base permanente des équipements de 2014 recensait une épicerie.
La commune possède un café-tabac, un café-brasserie et une auberge.
La fromagerie L'Artisanale de Ris, située à Ris-Gare, commercialise des fromages au lait de vache, de brebis ou de chèvre.

### Tourisme
Au 1er janvier 2015, la commune comptait un hôtel non classé de cinq chambres. La mairie en mentionne deux.

## Culture et patrimoine

### Lieux et monuments
Le prieuré clunisien de Ris est situé dans l'ancien diocèse de Clermont.

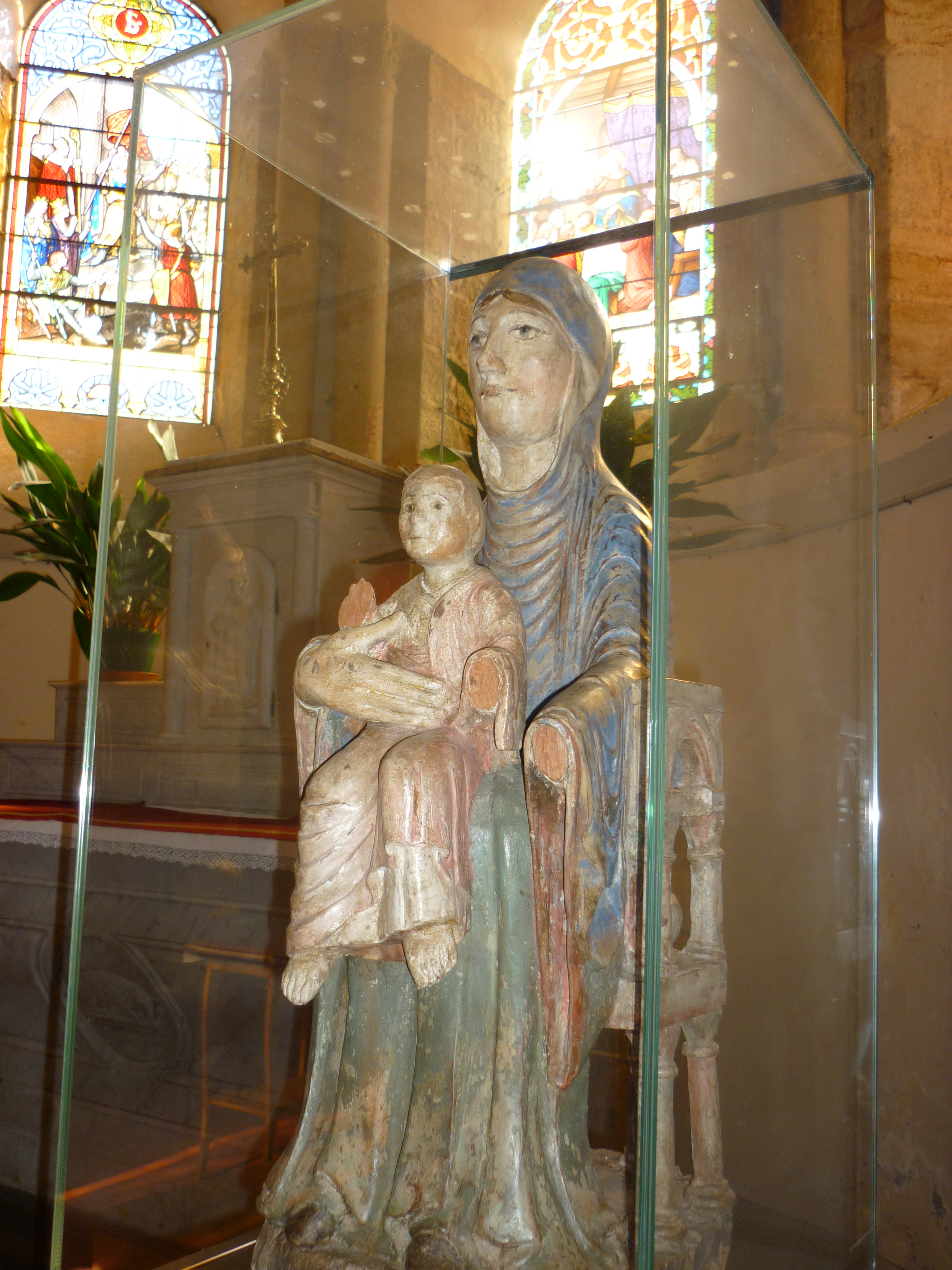
Reproduction de la Vierge romane en bois. polychrome du XIIe siècle exposée au Louvre.

#### L'église romane
Église Sainte-Croix, de l'ancien prieuré clunisien, appelée église Sainte-Agathe. Extérieurs et intérieurs (architecture, Vierge à l'Enfant polychrome, peintures murales du XVe siècle présentant des saints martyrs). sont en visite libre. Édifice classé aux monuments historiques par arrêté du 6 novembre 1995.
Église romane du Xe siècle, construite entre 979 et 985, d'inspiration carolingienne ; c'est l'une des plus anciennes églises romanes du département, voire de l'Auvergne.
Dans le chœur de l'église, on peut admirer une reproduction de « La Vierge et l'Enfant » exposée au musée du Louvre (Aile Richelieu au rez-de-chaussée dans la salle Cluny - salle 2).

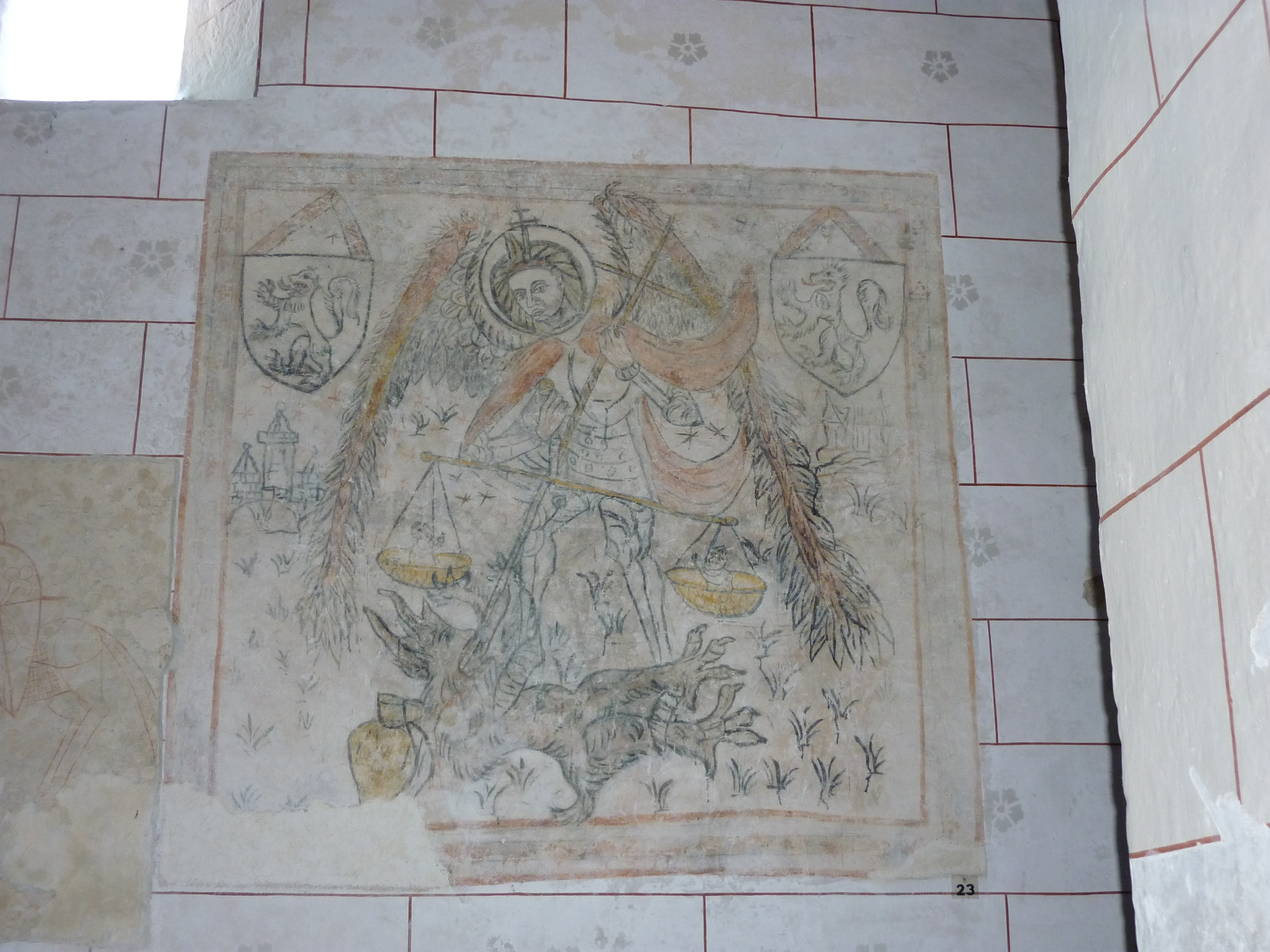
Saint Michel terrassant le dragon, œuvre du XVe siècle (entre 1460 et 1470).

On trouve également des fresques représentant des saints martyrs (Étienne, Agathe) ; le cavalier au cerf (XIIe) ; une Visitation ; Saint Michel terrassant le dragon ; un abbé ; un évêque.

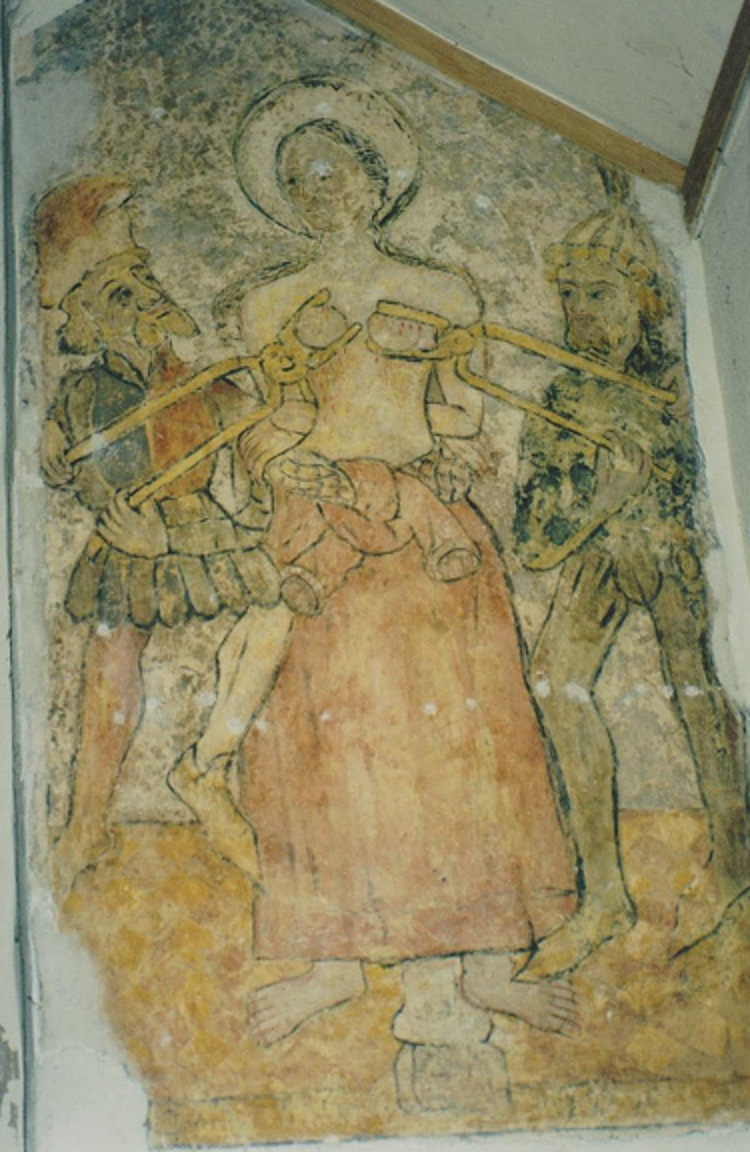
Peinture murale représentant le martyre de sainte Agathe

Les peintures des XIIe et XVe siècles sont classées au titre des Monuments historiques.
L'église était entourée des bâtiments prieuraux dont il subsiste des éléments tardifs englobés dans le bâti contemporain. On remarque également les anciennes bornes du prieuré aux armes de la famille de Veyny d'Arbouze, dont plusieurs membres ont été prieurs de Ris.

#### Le monument Joseph Claussat
Un monument à la mémoire du médecin et député du Puy-de-Dôme Joseph Claussat est érigé vers 1925 sur la route de Lachaux. Il se situe à « Blancherelle », à l'entrée d'un chemin qui rejoint la commune de Châteldon.

#### Autres lieux touristiques
Ris avait également une gare ferroviaire située au lieu-dit Ris-Gare.
Le grand rocher, accessible de la route de Lachaux, permet une vue panoramique sur le village et la plaine de la Limagne (on peut y apercevoir la chaîne des Puys). Au pied coule un ruisseau qui forme une cascade appelée le Saut du Loup par les habitants.

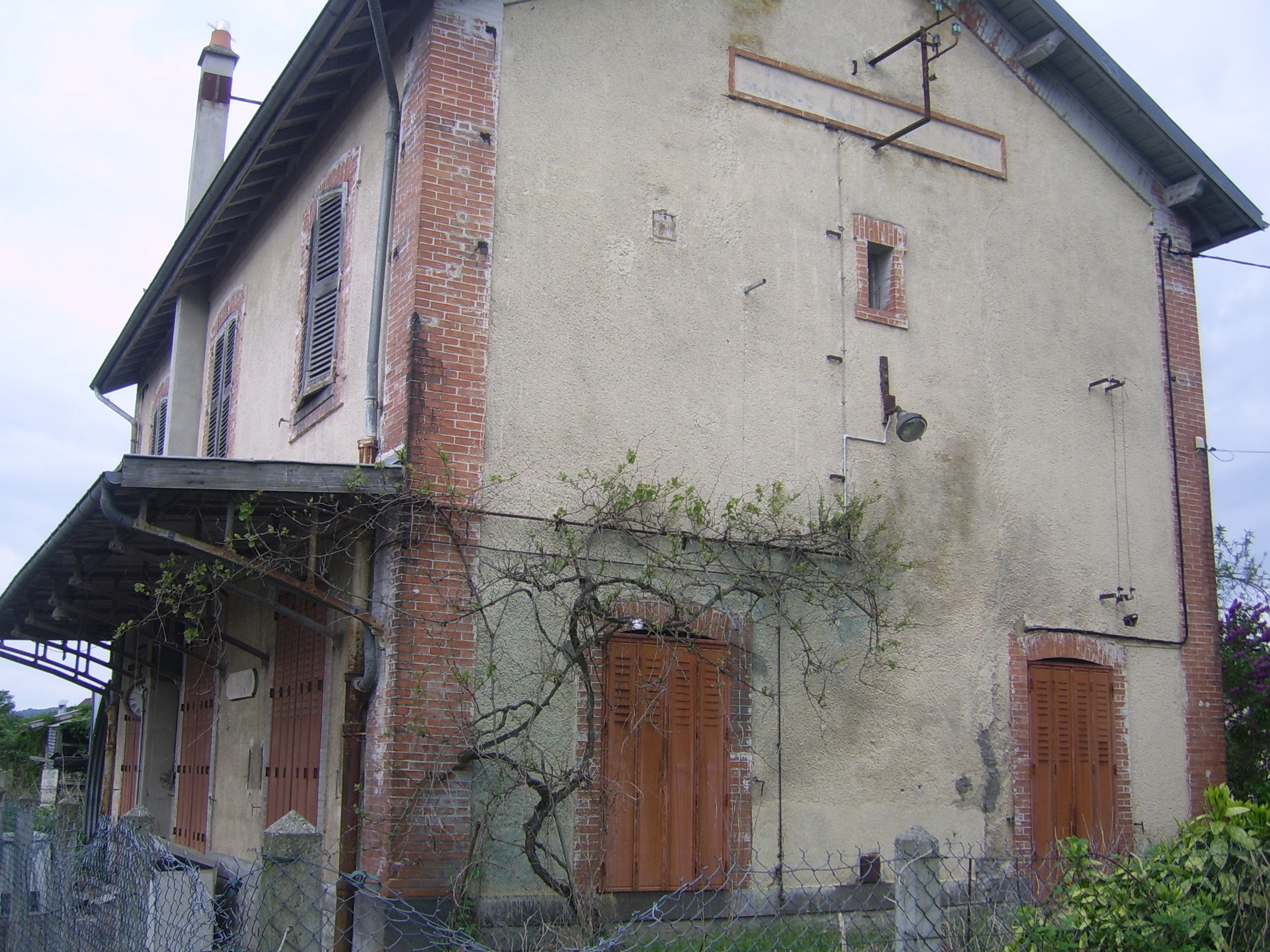
Ancienne gare de Ris-Châteldon.
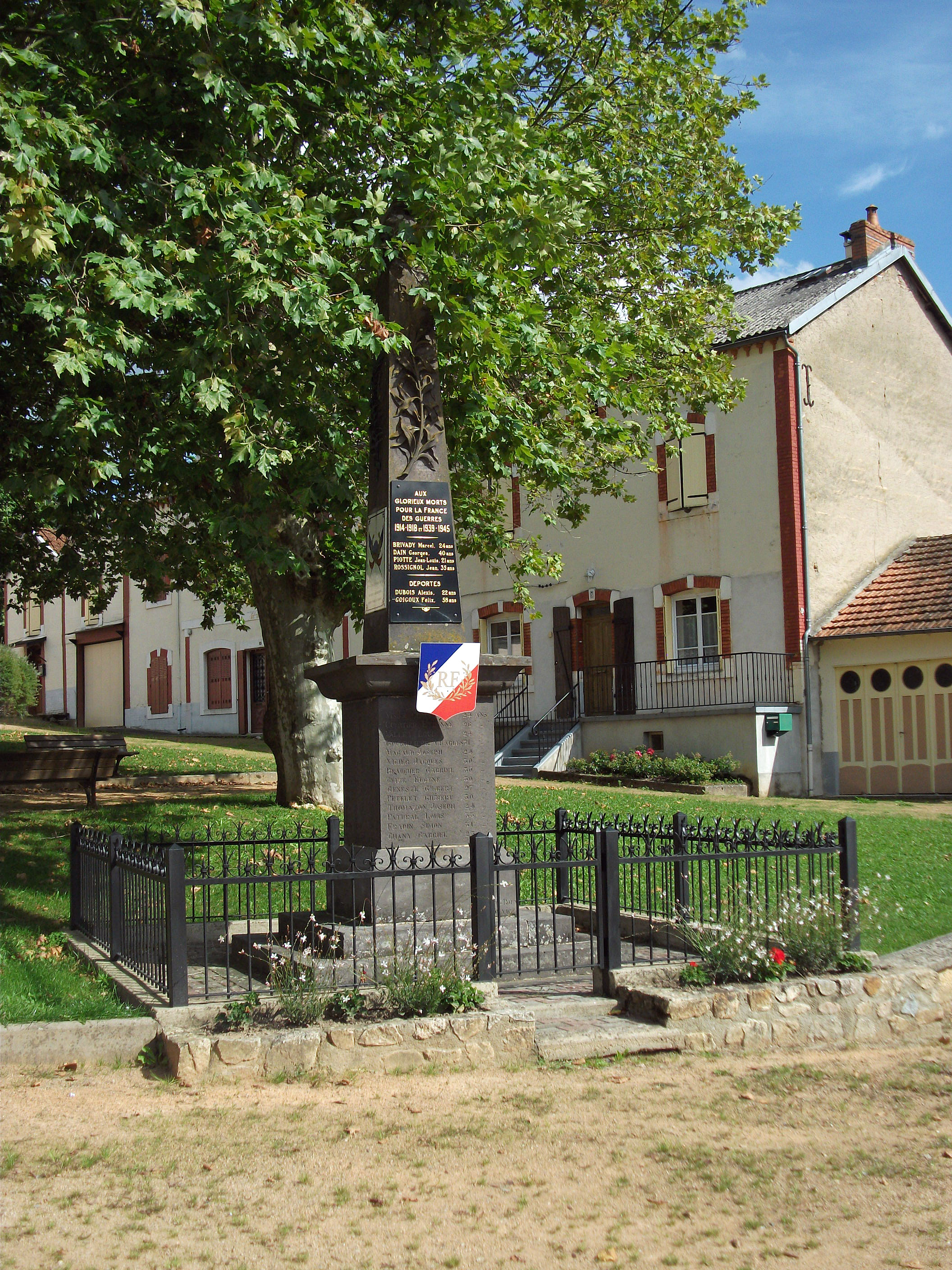
Monument aux morts.

### Patrimoine naturel
La commune de Ris est adhérente du parc naturel régional Livradois-Forez.

### Personnalités liées à la commune
- Amblard de Thiers, archevêque de Lyon (956-978).
- François de Barghon Fort-Rion (1832 au château de Forion - 1899 à Ris) : écrivain et historien.
- Nom de famille Dulignier : les sieurs Dulignier du Bourbonnais viennent au XVIe siècle de la commune de Ris en Auvergne.

### Héraldique
Le blason de la commune de Ris a été créé « à partir du blason des Veyny d'Arbouse, en reprenant la crosse, la colombe et l'arbousier ».